# Vellechevreux-et-Courbenans
Vellechevreux-et-Courbenans és un municipi francès situat al departament de l'Alt Saona i a la regió de Borgonya - Franc Comtat. L'any 2007 tenia 161 habitants.

## Demografia

### Població
El 2007 la població de fet de Vellechevreux-et-Courbenans era de 161 persones. Hi havia 68 famílies, de les quals 20 eren unipersonals (4 homes vivint sols i 16 dones vivint soles), 20 parelles sense fills, 24 parelles amb fills i 4 famílies monoparentals amb fills.
La població ha evolucionat segons el següent gràfic:
Habitants censats

### Habitatges
El 2007 hi havia 76 habitatges, 69 eren l'habitatge principal de la família, 1 era una segona residència i 6 estaven desocupats. 72 eren cases i 4 eren apartaments. Dels 69 habitatges principals, 59 estaven ocupats pels seus propietaris, 7 estaven llogats i ocupats pels llogaters i 3 estaven cedits a títol gratuït; 1 tenia dues cambres, 5 en tenien tres, 18 en tenien quatre i 45 en tenien cinc o més. 61 habitatges disposaven pel capbaix d'una plaça de pàrquing. A 28 habitatges hi havia un automòbil i a 38 n'hi havia dos o més.

### Piràmide de població
La piràmide de població per edats i sexe el 2009 era:
| Homes | Edats   | Dones |
| ----- | ------- | ----- |
| 0     | 95 o +  | 0     |
| 0     | 90 a 94 | 0     |
| 0     | 85 a 89 | 0     |
| 0     | 80 a 84 | 0     |
| 4     | 75 a 79 | 0     |
| 4     | 70 a 74 | 8     |
| 0     | 65 a 69 | 0     |
| 0     | 60 a 64 | 4     |
| 16    | 55 a 59 | 0     |
| 16    | 50 a 54 | 8     |
| 8     | 45 a 49 | 8     |
| 8     | 40 a 44 | 8     |
| 0     | 35 a 39 | 0     |
| 12    | 30 a 34 | 12    |
| 0     | 25 a 29 | 4     |
| 8     | 20 a 24 | 8     |
| 8     | 15 a 19 | 12    |
| 12    | 10 a 14 | 4     |
| 12    | 5 a 9   | 12    |
| 4     | 0 a 4   | 0     |

## Economia
El 2007 la població en edat de treballar era de 105 persones, 70 eren actives i 35 eren inactives. De les 70 persones actives 64 estaven ocupades (37 homes i 27 dones) i 6 estaven aturades (6 dones i 6 dones). De les 35 persones inactives 13 estaven jubilades, 8 estaven estudiant i 14 estaven classificades com a «altres inactius».

### Ingressos
El 2009 a Vellechevreux-et-Courbenans hi havia 68 unitats fiscals que integraven 147 persones, la mediana anual d'ingressos fiscals per persona era de 16.398 €.

### Activitats econòmiques
Dels 5 establiments que hi havia el 2007, 2 eren d'empreses de construcció, 2 d'empreses de comerç i reparació d'automòbils i 1 d'una empresa de transport.
L'únic servei als particulars que hi havia el 2009 era una lampisteria.
L'any 2000 a Vellechevreux-et-Courbenans hi havia 7 explotacions agrícoles que ocupaven un total de 260 hectàrees.

## Poblacions més properes
El següent diagrama mostra les poblacions més properes.